# Panthère de Perse
Panthera pardus saxicolor
Pour les articles homonymes, voir Léopard (animal) et Panthère.
Sous-espèce
Statut de conservation UICN

 EN  : En danger
La Panthère de Perse (Panthera pardus saxicolor), ou léopard iranien, est l'une des sous-espèces de léopards originaire de l'Asie occidentale.
C'est l'une des plus grosses sous-espèce de léopard avec une taille proche de celle de la sous-espèce africaine.

## Conservation
L'espèce est menacée après la destruction d'une partie importante de son habitat au Moyen-Orient.
En 2008, il ne restait plus que 
- 550 à 850 panthères en Iran[2] ,
- 200 à 300 panthères en Afghanistan;
- 80 à 90 panthères au Turkménistan;
- 10 à 13 panthères en Arménie;
- 10 à 13 panthères en Azerbaïdjan;
- moins d'une vingtaine de panthères au total en Turquie[3], au Haut-Karabagh, en Géorgie et dans le Nord du Caucase russe.

Les modèles prédictifs et une observation d'un Léopard de Perse transfrontalier montrent que dans le sud du Caucase, à l'intersection de l'Arménie, de l'Azerbaïdjan et de l'Iran, les monts Talysh forment un point de passage reliant les trois régions.
L'extrême fragmentation de ses populations et les incertitudes sur l'Afghanistan, laisse craindre que l'espèce ne puisse pas se maintenir en dehors des montagnes de l'Elbourz et du Zagros en Iran.
Afin d'assurer la pérennité de la population captive, le Léopard de Perse est l'objet d'un programme d'élevage européen en captivité (EEP) géré par le Zoo de Lisbonne, ainsi qu'un programme de reproduction depuis 2009 au parc national de Sotchi. Les premiers petits y sont nés en 2013 avant d'être relâchés ailleurs, une fois leur autonomie acquise.
En juillet 2016, des panthères de Perse ont été relâchées à l'état sauvage, dans le Caucase russe.
En Iran, la communauté scientifique considère que les principales menaces pesant sur cette sous-espèce sont la perte et la dégradation de l'habitat, le braconnage direct du léopard en réponse à la prédation sur les troupeaux domestiques ou pour la vente de parties du corps (fourrure, os…) sur les marchés illégaux ainsi que le braconnage ou la chasse des proies du léopard. L'analyse de 71 léopards morts en Iran entre 2007 et 2011 montre que 70 % des décès sont dus à un tir ou un empoisonnement intentionnels, la seconde menace étant les collisions routières (18 % des cas).
Entre 2012 et 2017 au nord de l'Iran, il est rapporté sept cas de léopards gravement blessés ou tués par des pièges à mâchoires ou des collets destinés aux sangliers et peut-être aux chacals et aux Chats de jungle. Les taux de mortalité sont très élevés et peuvent affecter durablement une population sauvage déjà en déclin. Le piégeage indifférencié n'avait jusqu'alors jamais été rapporté comme une menace pour le Léopard de Perse. Les populations de sangliers sont en croissance en Iran : le faible taux de chasse en raison de restrictions religieuses ainsi que l'absence de politique de gestion par les autorités publiques expliquent la forte présence de ce mammifère. Il est également possible que l'accroissement des sangliers soient dues à la diminution des populations du loup (Canis lupus) et du Léopard de Perse, leurs principaux prédateurs, ce qui amènerait à un cercle vicieux : les méthodes inadéquates de contrôle des populations du sanglier ont pour conséquence de détruire un de leurs seuls prédateurs. L'utilisation de pièges et de filets est interdite par la loi en Iran sauf pour la capture des canards. L'absence de réponse des autorités politiques aux dégâts commis sur les cultures par les sangliers entraîne l'utilisation de méthodes illégales par les agriculteurs.
Le Léopard de Perse est menacé par le braconnage pour sa peau et pour ses os. En 2014, un léopard mâle est tué par un chasseur local en Iran qui revend sa peau pour 70 millions de rials (environ 2 750 dollars américains en 2014). Poursuivi en justice pour détention illégale d'arme à feu et braconnage, il est condamné à une amende de 50 millions de rials (environ 2 000 dollars américains) et 42 mois de prison.